# Гупало Аркадій Петрович
Арка́дій Петро́вич Гупало (нар. 23 січня 1965, Потсдам) — український дипломат. Консул Консульства України в Ніредьгаза (Угорщина) (з 2015).

## Життєпис
Народився 23 січня 1965 року в селі Топильна, Україна. У 1989 році закінчив Університет аграрних наук м. Геделле, Угорщина, факультет суспільних наук, інженер-економіст. У 2008 році Закарпатський державний університет, правознавство, юрист.
У 1982—1984 роках — студент, лаборант Української сільськогосподарської академії, Київ.
У 1984—1989 роках — студент Університету аграрних наук м. Геделле, Угорщина.
У 1989—1990 роках — заступник із зовнішньої торгівлі голови правління колгоспу, с. Матусів, Шполянський район, Черкаська область.
У 1990—1991 роках — провідний спеціаліст, аспірант Українського науково-дослідного інституту економіки і організації сільськогосподарського виробництва, Київ.
У 1991—1993 роках — провідний спеціаліст Міністерства сільського господарства і продовольства України.
У 1993—1996 роках — заступник начальника, начальник відділу, заступник, перший заступник начальника, начальник управління контрактного обліку та нетарифного регулювання Міністерства зовнішніх економічних зв'язків і торгівлі України.
У 1996—2003 роках — заступник керівника, керівник торговельно-економічної місії Посольства України в Угорщині.
У 2003—2007 роках — керівник проектів і програм ТОВ «МіН індустріальні проекти».
У 2007—2011 роках — радник Посольства України в Угорщині.
У 2011—2014 роках — заступник, перший заступник керівника Головного управління міжнародних відносин, керівник департаменту зовнішньої політики Адміністрації Президента України.
З січня 2015 року — консул-керівник Консульства України в місті Ніредьгаза (Угорщина).

## Автор патентів
- Спосіб стабілізації гранул аміачної селітри // 1162773[4]

## Дипломатичний ранг
- Надзвичайний і Повноважний Посланник 1-го класу